# Siêu nhân (Nietzsche)

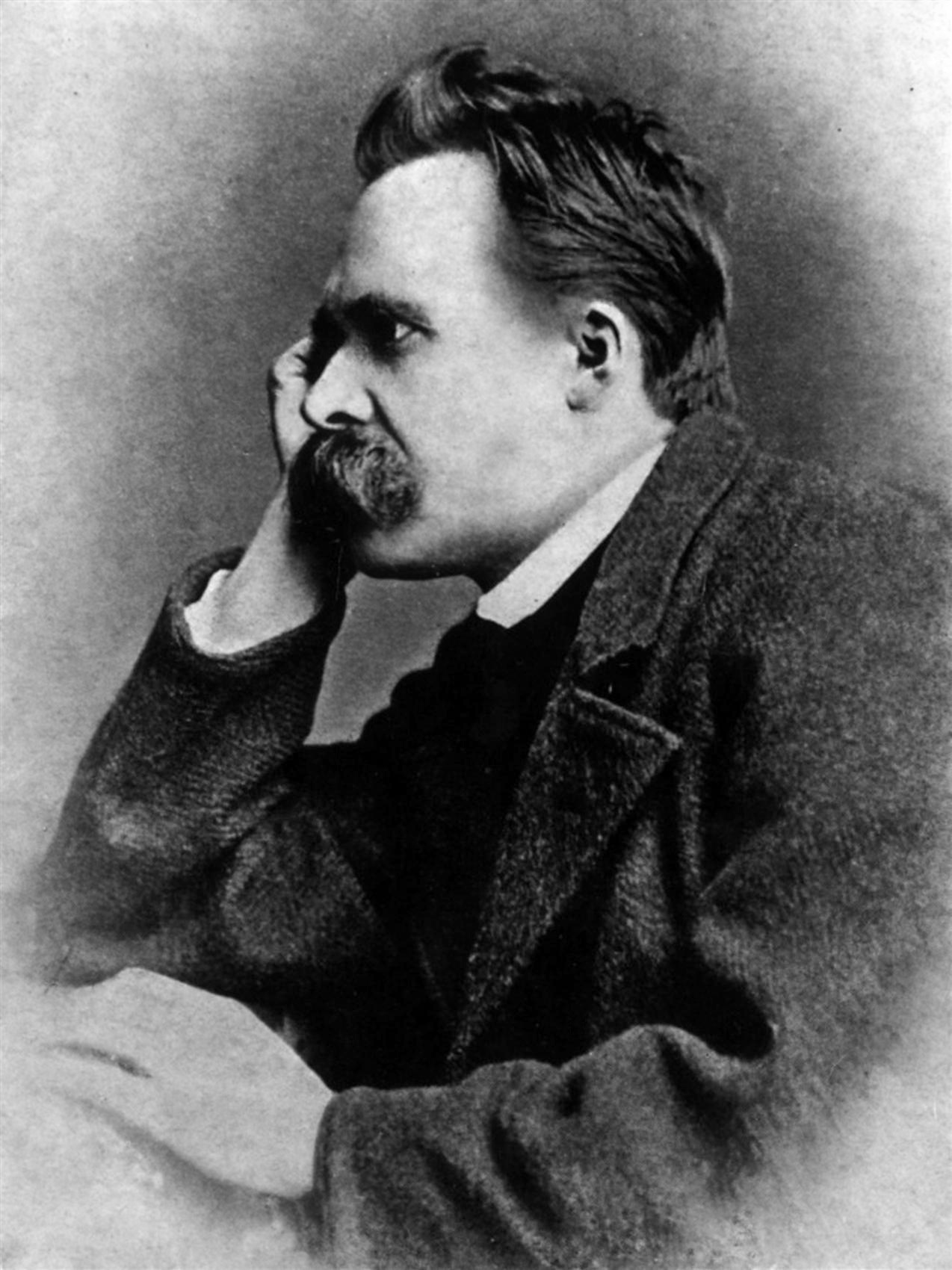
Friedrich Wilhelm Nietzsche

Siêu nhân (tiếng Đức: Übermensch) là một khái niệm trong triết học của Nietzsche. Nietzsche đưa ra Siêu nhân làm một mục tiêu mà nhân loại cần tạo ra để hướng tới trong cuốn sách viết năm 1883 của ông Zarathustra đã nói như thế (Also sprach Zarathustra).
Nhân vật chính của quyển sách, Zarathustra, cho rằng "con người là một cái gì đó cần phải được vượt qua;".
Cho đến nay, mọi tồn tại đều đã sáng tạo được một thứ gì đó vượt trội hơn chúng; liệu ngươi có muốn làm dòng nước rút của cơn đại hồng thủy này và thậm chí quay trở về làm loài dã thú hơn là Siêu nhân không? Một con khỉ đối với một con người thì ra sao? Một trò hề hay là một sự hổ thẹn đắng cay. Một con người thì cũng y như vậy đối với Siêu nhân: một trò hề hay một sự hổ thẹn đắng cay…
Không có một sự nhất trí nào về ý nghĩa chính xác của Siêu nhân, hay thậm chí là sự quan trong nói chung của khái niệm này trong tư tưởng của Nietzsche.